# Ramos do direito
Os ramos do direito são construções teóricas que visam facilitar o estudo e ensino do direito, mas que também apresentam aplicação concreta na sua operação pois constituem "uma forma de institucionalidade" que permite ao jurista produzir, escolher, validar e preservar o conhecimento jurídico, e também definir métodos e estabelecer padrões para delimitar, gerir e resolver "problemas juridicamente relevantes". Mais especificamente, os ramos do direito são detentores "do poder de estabelecer seus próprios princípios" e, assim, desempenham um papel importante na qualidade do trabalho do jurista.